# Knut Arild Løberg
Knut Arild Løberg (Hamar, 31 luglio 1960) è un allenatore di calcio ed ex calciatore norvegese, di ruolo difensore.

## Carriera

### Giocatore

#### Club
Løberg giocò nello HamKam dal 1980 al 1983. Esordì in squadra il 27 aprile 1980, nella sconfitta per 0-1 contro il Pors. Nello stesso anno, lo HamKam centrò la promozione nella massima divisione norvegese. Løberg debuttò allora nella 1. divisjon in data 26 aprile 1981, nella vittoria per 2-1 sul Lillestrøm. Dal 1984 al 1986, fu in forza al Vålerengen. Nel 1987, vestì la maglia del Brann: il primo incontro con questa maglia lo giocò il 2 maggio, subentrando a Halvor Storskogen nella vittoria per 2-1 sul Kongsvinger. Nel 1988 tornò al Vålerengen, restandovi fino al 1990.

#### Nazionale
Conta 4 presenze per la Norvegia under 21. Esordì il 20 maggio 1981, nel pareggio per 1-1 contro la Germania Est under 21.

### Allenatore
Nel 1999, fu allenatore del Vålerenga.

## Palmarès

### Giocatore

#### Competizioni nazionali
- Campionato norvegese: 1

Vålerenga: 1984